# 9K112 Kobra
Die 9K112 Kobra (russisch 9К112 Кобра) ist eine sowjetische Rohrrakete. Der GRAU-Index der Lenkwaffe lautet 9M112. Der  NATO-Codename lautet AT-8 Songster. 

## Entwicklung
Die Systementwicklung beim Hersteller KBP in Tula begann 1971. Die ersten Exemplare wurden 1976 an die sowjetischen Streitkräfte ausgeliefert. Dort kamen sie zuerst in den Kampfpanzern T-64B (Objekt 447A) und später in den T-80B (Objekt 219R) zum Einsatz.

## Technik
Die 9M112 wird aus der 125-mm-Kanone 2A46M1 der Kampfpanzer T-64B und T-80B verschossen. Die Lenkwaffe ist in zwei Teile aufgeteilt und wird im Ladeautomaten des Panzers untergebracht. Der vordere 9M43-Lenkwaffenteil enthält den 9N124-Hohlladungs-Sprengkopf mit dem 9E239-Zünder und dem 9D129-Feststoffraketenmotor. Im hinteren 9B447-Lenkwaffenteil sind die Steuereinheit mit der Funkantenne, Batterie, Gyroskop sowie die Aktuatoren untergebracht. Beim Ladevorgang werden durch den Ladeautomaten des Panzers beide Teile zusammengesetzt und mit einer Ausstoßladung ins Rohr geschoben. Vor dem Einsatz muss auf dem Panzerturm die GTN-12-Sendeanlage montiert werden. Die Lenkwaffe kann aus dem Stand und aus der Bewegung mit bis zu 30 km/h auf stehende und bewegliche Ziele sowie gegen tieffliegende Hubschrauber eingesetzt werden. Die Ausstoßladung treibt die Lenkwaffe aus dem Kanonenrohr. Unmittelbar nach dem Verlassen des Rohres zündet der Raketenmotor und beschleunigt die Lenkwaffe auf die Marschfluggeschwindigkeit. Die Steuerung der Lenkwaffe erfolgt mittels einer halbaktiven Funkkommando-Zielsuchlenkung. Der Sprengkopf der Lenkwaffe besteht aus einer Hohlladung mit einer Durchschlagsleistung von 550–700 mm Panzerstahl.

## Varianten
- 9K112 Kobra:
  - Rakete 9M112: Initialversion mit 9N144-Sprengkopf. Eingeführt 1976.
- 9K112-1 Kobra-U:
  - Rakete 9M112-1: Eingeführt 1976 mit dem T-64B. Panzerdurchschlag 500–550 mm RHA.
  - Rakete 9M112-2: Eingeführt 1984. Mit verbesserter Elektronik.
  - Rakete 9M112M: Eingeführt 1977 mit dem T-80B. Verbesserte Version mit 9N129-Sprengkopf.
  - Rakete 9M112M2: Version mit verbesserter Elektronik und stärkerem 9N138-Sprengkopf. Panzerdurchschlag 550–600 mm RHA. Eingeführt 1979
- 9K117 Agon:
  - Rakete 9M124: Version mit neuem 9N144-Sprengkopf. Panzerdurchschlag bis zu 650–700 mm RHA. Eingeführt 1985.
  - Rakete 9M128: Prototyp mit 9N149-Tandemhohlladung. Vorläufer der 9K119 Refleks. Eingeführt 1988.

## Verbreitung
- Armenien
- Aserbaidschan
- Russland
- Ukraine
- Usbekistan
- Belarus